# 小行星13830
小行星13830（13830 ARLT）是一颗绕太阳运转的小行星，为主小行星带小行星。该小行星于1999年12月4日发现。

## 轨道参数
小行星13830的轨道半长轴为2.8137949 UA，离心率为0.097。